# Niedercunnersdorf
Niedercunnersdorf est une ancienne commune de Saxe (Allemagne), située dans l'arrondissement de Görlitz, dans le district de Dresde. Avec effet au 1er janvier 2013, elle a fusionné avec Eibau et Obercunnersdorf sous le nom de Kottmar.

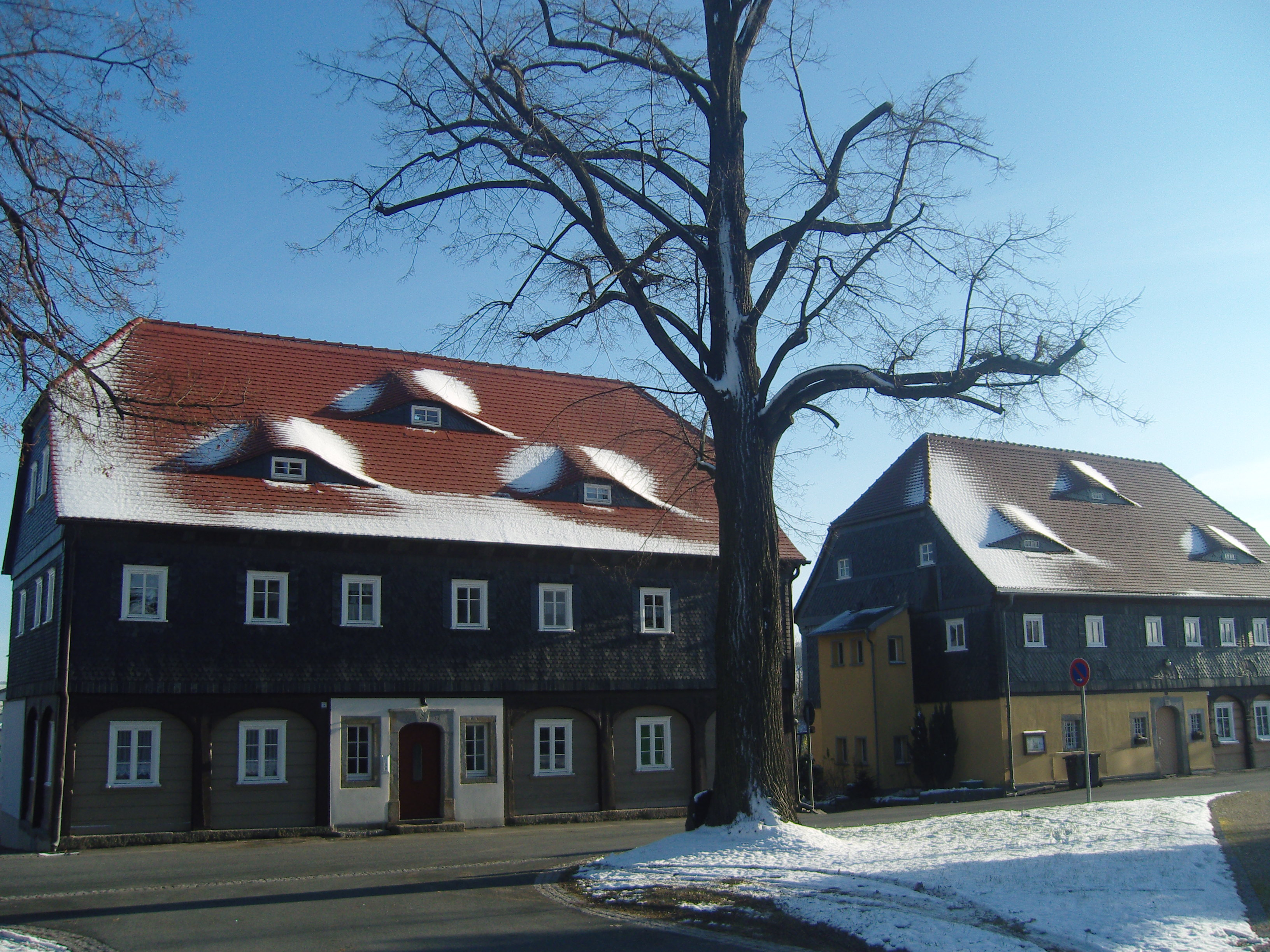
Maisons à Niedercunnersdorf.